# Kitcar (rallysport)
Een Kitcar in de rallysport is een auto gemaakt naar bepaalde reglementen.
Een kitcar is een voorwielaangedreven auto met een 1600 of 2000cc motor (maximaal). Het doel van de kitcar was het terugbrengen van de kosten de toenemende professionalisering van de rallysport met zich meebracht. Door een gereglementeerde uniforme auto te kiezen konden de kosten van een rallyauto naar beneden.